# Харькова, Елена Вячеславовна
Елена Вячеславовна Харькова (род. 27 октября 1960, Москва) — советская и российская шахматистка.
Занималась у В. А. Люблинского.
Чемпионка Москвы (1990), призер (1988, 1989). Участница 49-го чемпионата СССР (1989) и зонального турнира в Ленинграде (1991).
Участница командного чемпионата Польши среди мужчин и женщин 1994 года (команда Śląsk Świętochłowice, 4-е командное место, лучший результат на женской доске).

## Спортивные результаты
| Год  | Город    | Турнир                           | + | − | = | Результат | Место |
| ---- | -------- | -------------------------------- | - | - | - | --------- | ----- |
| 1989 | Волжский | 49-й чемпионат СССР среди женщин | 5 | 9 | 3 | 6½ из 17  | 15—16 |